# Forever (canción de Haim)
«Forever» -en español «Para siempre»- es el sencillo debut del grupo estadounidense Haim, oriundo del Valle de San Fernando, Los Ángeles. El tema fue publicado en el Reino Unido el 12 de octubre de 2012. La canción alcanzó el puesto 75 en la Lista de sencillos británica. La canción fue incluida en su álbum debut, Days Are Gone, publicado el 27 de septiembre de 2013.

## Vídeo musical
El vídeo musical para acompañar la publicación de Forever fue subido en YouTube el 7 de junio de 2012, con una duración de 04:06. Fue dirigido por Austin Peters.

## Lista de canciones
| Descarga digital |                                     |          |  |
| N.º              | Título                              | Duración |  |
| 1.               | «Better Off»                        | 3:37     |  |
| 2.               | «Forever»                           | 4:06     |  |
| 3.               | «Go Slow»                           | 4:16     |  |
| 4.               | «Forever» (remezcla de Dan Lissvik) | 4:00     |  |

## Posicionamiento en listas
| Listas (2013)                               | Mejor posición |
| ------------------------------------------- | -------------- |
| Bélgica (Flandes) (Ultratip Bubbling Under) | 27             |
| Bélgica (Valonia) (Ultratip Bubbling Under) | 44             |
| Francia (SNEP)                              | 148            |
| Reino Unido (The Official Charts Company)   | 75             |

## Historial de lanzamientos
| País        | Fecha                 | Formato          | Discográfica    |
| ----------- | --------------------- | ---------------- | --------------- |
| Reino Unido | 12 de octubre de 2012 | Descarga digital | Polydor Records |